# Ulceby (North Lincolnshire)
Ulceby – wieś w Anglii, w hrabstwie ceremonialnym Lincolnshire, w dystrykcie (unitary authority) North Lincolnshire. Leży 45 km na północ od Lincoln i 235 km na północ od Londynu.